# Mirâj Nâmeh

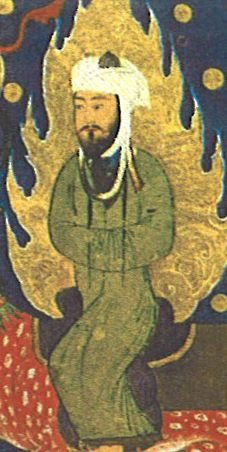
Le prophète Mahomet sur sa monture Bouraq (détail d'une miniature du BnF Suppl. turc 190)

Un Mirâj Nâmeh (en transcription exacte Me'rāj nāma), dans la tradition de l'Iran et de l'Asie centrale, est un livre manuscrit enluminé où sont racontés et dépeints les épisodes du voyage nocturne, de l'ascension au ciel, puis de la descente aux enfers (Isra et Miraj) du prophète Mahomet. L'expression signifie Livre de l'Ascension. De tels livres, richement illustrés, ont été produits depuis l'époque des Ilkhans (1260-1335) jusqu'à celle des Qadjars (1794-1925).

## ManuscritBnF Suppl. turc 190
Le plus fameux spécimen de cette production est le manuscrit enluminé BnF Suppl. Turc 190. Ce livre fut acquis à Constantinople, le 14 janvier 1672, pour vingt-cinq piastres, par Antoine Galland, pour le compte du marquis de Nointel. Ce dernier, de retour en France, le céda ou l'offrit à Colbert, lequel le fit examiner par François Pétis de La Croix, qui rédigea la première notice à son sujet, constatant que le texte lui en était indéchiffrable. Le livre passa ensuite dans la Bibliothèque du roi (où il reçut d'abord le numéro 2367). Le texte fut longtemps un grand mystère, malgré des enquêtes effectuées en Orient. Le premier qui en identifia la langue, et parvint à en déchiffrer quelques fragments, fut le sinologue Jean-Pierre Abel-Rémusat : il s'agit de tchaghataï, transcrit en écriture ouïghoure arabisée. Pierre Amédée Jaubert donna trois extraits du manuscrit dans sa grammaire turque, et finalement c'est Abel Pavet de Courteille qui publia la traduction française intégrale.
Le volume in-folio de 264 feuillets contient en fait deux textes bien distincts : le premier, jusqu'au folio 69, est le Mirâj, récit traduit de l'arabe en tchaghataï (comme l'indique la courte préface) et orné de cinquante-huit miniatures ; le second, qui occupe le reste du livre, est intitulé Teskereh-i-evliâ (Mémorial des saints) et consiste en soixante-douze notices sur des docteurs de l'islam, traduites du persan (comme l'indique aussi une préface), illustrées au début (folio 73) de soixante-douze médaillons.
Le colophon a la teneur suivante : « Ici finit le récit des gestes et paroles des docteurs et des saints, consigné dans le teskereh, à la date du dix du mois de Djemâdi-ul-âkhir de l'année du Cheval huit cent quarante ; à Hérat, moi, Melik Bakhchi, de Hérat, j'ai écrit ». L'an 840 de l'Hégire correspond à 1436/37 dans l'ère chrétienne. Hérat était alors la capitale de Shahrokh, fils de Tamerlan, dont le règne fut une période brillante de l'histoire du Khorassan. Le souverain lui-même fut le probable commanditaire du splendide volume.
L'auteur du texte du Mirâj est identifié grâce à un ancien lexique du turc oriental appelé l’Abouchka, qui fait trente citations de ce texte, qu'il attribue à un poète nommé Mir Haydar, lequel se nomme d'ailleurs à deux reprises au cours du poème. Des informations sur cet auteur se trouvent dans l'œuvre de Mir Alisher Navoï : c'était un lettré de Hérat, de tendance mystique, dont le talent fut prisé par plusieurs des Timourides. Le texte est fondé sur le Nahj al-Faradis (Chemin vers le Paradis) de Maḥmud b. 'Ali al-Sarā'i (flor. 1325-1360).
Les miniatures accompagnant le texte révèlent une forte influence de l'iconographie bouddhique (postures yoghiques, figures angéliques polycéphales, etc.).

## Édition
- Marie-Rose Séguy, Mirâj nâmeh : le voyage miraculeux du prophète, Paris, Bibliothèque nationale, Ms. Suppl. turc 190, Montrouge, Draeger, 1977.